# Coleophora linosyridella
Coleophora linosyridella is een vlinder uit de familie kokermotten (Coleophoridae). De wetenschappelijke naam is voor het eerst geldig gepubliceerd in 1880 door Fuchs.
De soort komt voor in Europa.